# Mispila samarensis
Mispila samarensis là một loài bọ cánh cứng trong họ Cerambycidae.